# Gerard Batliner
Gerard Batliner (Eschen, 9 dicembre 1928 – Eschen, 25 giugno 2008) è stato un politico liechtensteinese.
Dal luglio 1962 al marzo 1970 è stato il Capo del Governo del Liechtenstein.